# Paisajes mineros de asfaltos naturales de Montaña Alavesa
Los paisajes mineros de asfaltos naturales de Montaña Alavesa son un recurso de patrimonio natural, paisajístico e industrial de la cuadrilla de Montaña Alavesa, en Álava.

## Contextualización
Álava es el único territorio de la Comunidad Autónoma del País Vasco que presenta yacimientos de rocas asfálticas de importancia e industrialmente aprovechables. Se trata de una de las mayores riquezas del subsuelo alavés y colocó a su industria de transformación a la cabeza del Estado.En 2021 la Diputación Foral de Álava y el Gobierno Vasco firrmaron un convenio para la recuperación de los paisajes mineros de asfaltos naturales de la Montaña Alavesa.
Los paisajes de la minería son un testimonio evidente del esfuerzo humano por poner los recursos naturales a su servicio, un símbolo de la cultura y de la memoria de las comunidades que los han transformado. Son lugares dinámicos, que se van adaptando a las necesidades de cada momento. Cuando un ciclo productivo concluye, mantienen a menudo evidencias del pasado, que constituyen importantes recursos patrimoniales.
En contrapartida, la notable transformación del medio y la contaminación derivada de la actividad extractiva o las duras condiciones laborales, se traducen a menudo en rechazo de estos lugares, lo que les condena al abandono y la decadencia. Sin embargo, la conciencia de los valores de las explotaciones abandonadas, por sus nexos con la cultura minera y su potencial aprovechamiento, ha despertado, en los últimos años, un creciente interés por su recuperación y puesta en valor. Esta tendencia se materializa a través de actuaciones singulares y muy heterogéneas, que van desde intervenciones mínimas de corrección de los terrenos, hasta proyectos ambiciosos de valoración del patrimonio. Al mismo tiempo, la preocupación por corregir los impactos de la contaminación impulsa algunas operaciones que ponen en riesgo las huellas de la minería.

## El asfalto

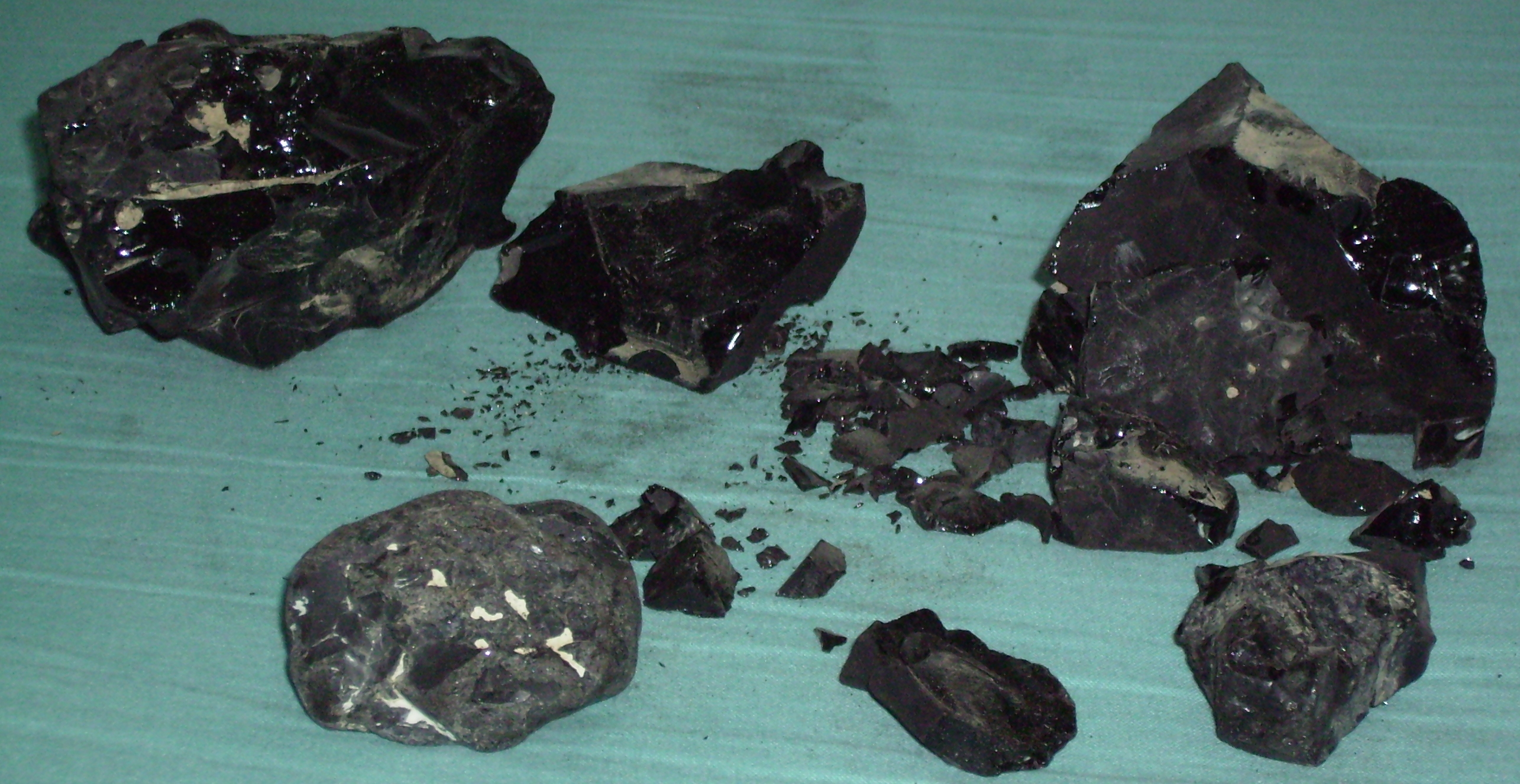
Asfalto

En las obras de mineralogía se define el asfalto como un producto amorfo, con rompimiento concoide, de aspecto resinoso oscuro, fácilmente fusible y que arde con llama fuliginosa. Pero esta definición no es aplicable a los asfaltos naturales que se encuentran en la comarca de la Montaña Alavesa. En este caso se trata de rocas asfálticas constituidas principalmente por calizas cuyas moléculas se haya unidas por un carburo de hidrógeno. Este carburo presente en las rocas asfálticas tiene diversos nombres como betún, brea de asfalto, pez mineral o betún de Judea.
La roca asfáltica es de un color oscuro homogéneo o surcado por vetas blancas, dominando el color negro y presentando a veces color chocolate en los asfaltos de escasa impregnación. Se toma Comúnmente como indicación de la riqueza bituminosa el color del asfalto, siendo el negro más pronunciado el que demuestra mayor cantidad. La densidad varía según la cantidad de betún que la roca contenga. La densidad media de los asfaltos más usados es de 2.200 kilogramos por metro cúbico. La ductilidad depende de la riqueza bituminosa y de la temperatura.
Las calizas que contienen más del 7 % de carburo de hidrógeno se rompen difícilmente a temperaturas superiores a los 18 °C, presentando condiciones marcadísimas de elasticidad. A temperaturas inferiores, las rocas asfálticas crasas se rompen con más facilidad. Las rocas que contienen poco betún de impregnación no resisten la fractura auna temperaturas superiores a los 18 o 20 °C. La contextura de las calizas asfálticas varía mucho encontrándose algunas duras y compactas, mientras otras son blandas y porosas.
Las calizas impregnadas en el betún que les da el carácter de rocas asfálticas son de formación sedimentaria, hallándose en los terrenos secundarios del periodo cretácico y del jurásico, constituyendo bancos o bolsadas.
Es frecuente que las capas de asfalto estén situadas entre dos bancos de calizas blancas y a veces dentro de la masa de asfalto se encuentra una parte más o menos grande de calcáreo que no ha sufrido impregnación o la tiene más débil. Cuando esta parte no impregnada es de mayor dureza que la roca asfáltica donde está enclavada, suele observarse que las porciones próximas a la roca dura, tienen mayor cantidad de betún o que este se halla puro, en grietas interiores.[cita requerida]
Los bancos de asfalto suelen estar colocados en las laderas de determinadas montañas, mostrando afloramientos fáciles de apreciar, si no han sido cubiertos por terrenos de acarreo o cantos rodados. Los crestones de roca asfáltica expuestos a los elementos climáticos externos pierden gran parte de su característico color negro, para aparecer como calizas tiznadas. Sin embargo, basta romper la parte exterior de estos crestones para que, si son de asfalto, aparezca el betún.
Las capas de asfalto se presentan ordinariamente horizontales o con una pequeña inclinación, pudiendo aparecer alguna otra vez en otra forma si parte de ellas han modificado su primitiva situación por movimientos geológicos, aunque no es lo habitual.
Comúnmente los bancos de asfalto no son de gran magnitud: teniendo de cuatro a seis metros se consideran ya de excelentes, y si en toda su extensión conservan la homogeneidad resultan más apreciables, porque lo más frecuente en minerales de esta clase es que los bancos tengan distintas proporciones en sus componentes o en la cantidad de betún.

## Historia
En 1855 ya se tenía constancia de asfaltos contenidos en la caliza en Peñacerrada. En 1859 se organizó una incipiente fábrica para la explotación industrial de la caliza, al parecer mucho más rudimentaria y de menos importancia que la pionera de Corres (Arraya-Maestu), pues en 1861 estaba casi abandonada. Mejor suerte y de trayectoria más brillante fueron las empresas radicadas en el municipio de Arraya-Maestu y Campezo.
1856 es el año en el que se delimita la mayor parte del filón pionero, bajo el nombre de San Ildefonso, que se encuentra enclavado entre Corres y Atauri. Esta mina se va a convertir en el embrión de la importante industria de asfaltos naturales que ha conferido fama a la zona.
En 1861 se habían producido ya dos iniciativas dispares. Por un lado, la creación en 1858 de una fábrica de la que se asegura fue la primera de su género en España; complementaba la energía hidráulica con la adquisición de una novedosa máquina a vapor para sus artefactos mecánicos. Y, por otro, la incipiente instalación de una segunda fábrica en ese mismo año del 1961.[cita requerida]

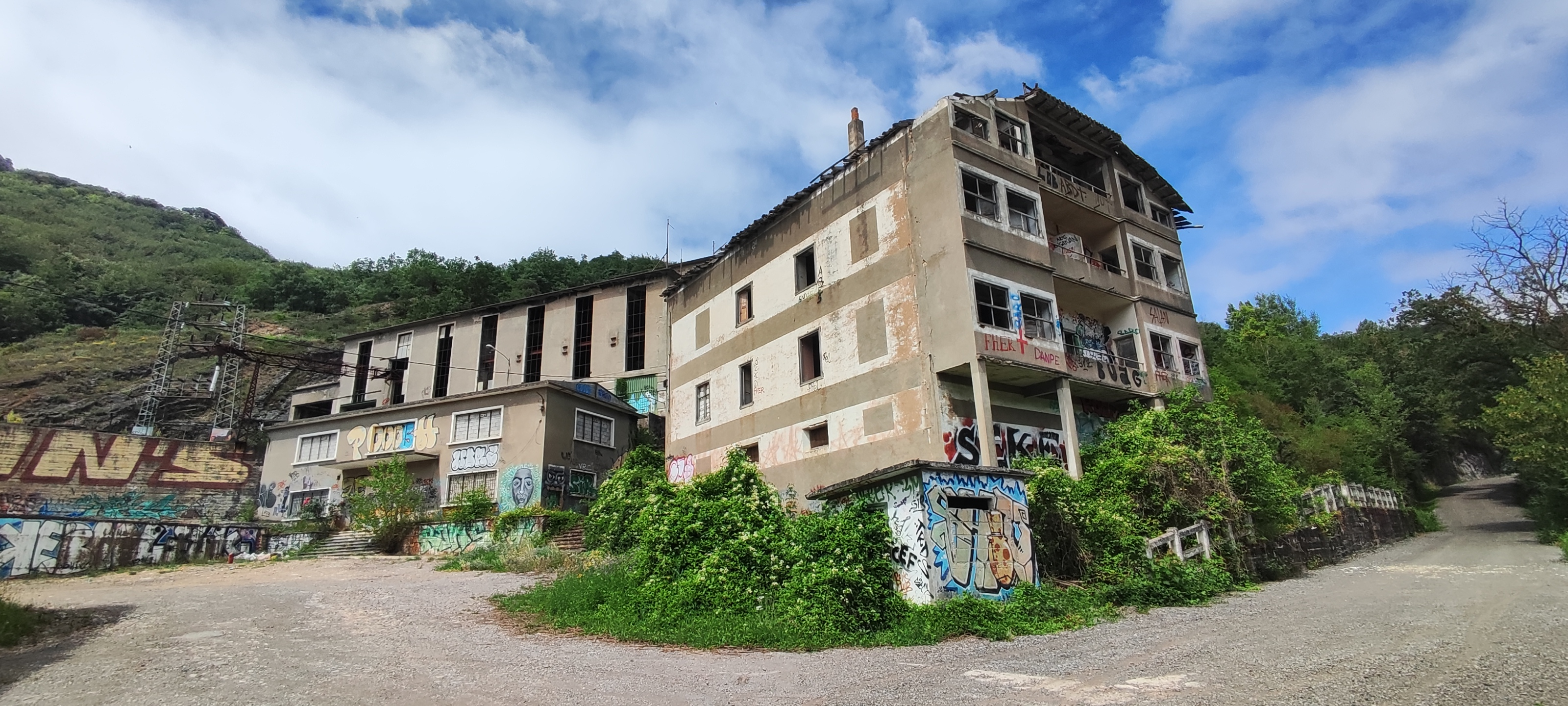
Compañía de Asfaltos de Maestu

Se intentó, en un primer momento por parte de una sociedad catalana, obtener gas y petróleo de estas minas, y después derivados de la nafta para el alumbrado público. Al fracasar estos intentos, cedieron los derechos. Los nuevos propietarios reorientaron la planta y realizaron las reformas necesarias para dedicarse a la fabricación de betún y panes de asfalto, utilizando las piedras asfálticas de San Ildefonso y de las minas registradas en años venideros. Pronto la demanda del mercado de la pavimentación convirtió a estos productos en una rentable industria.[cita requerida]

### Las fábricas de asfaltos naturales

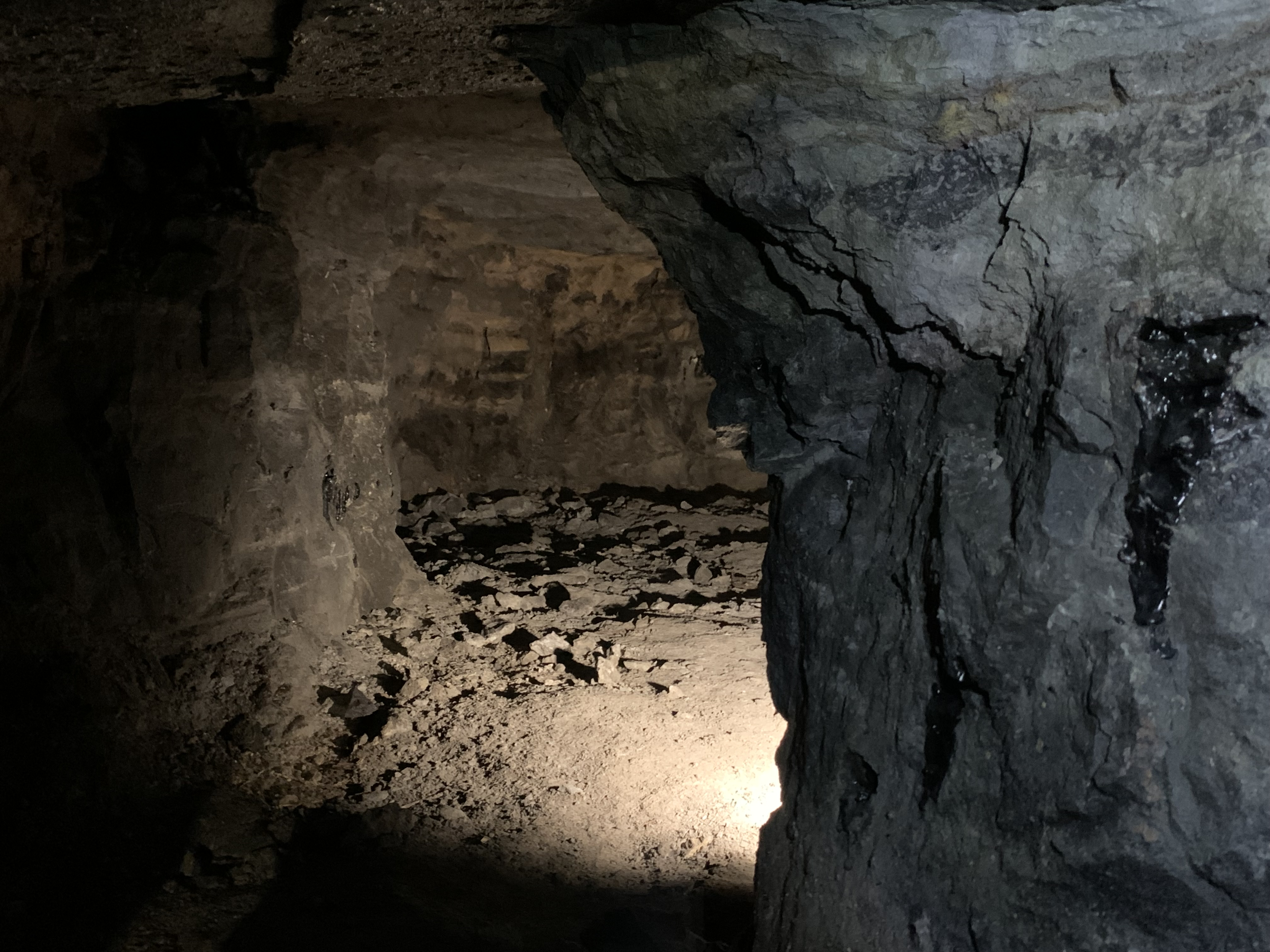
Mina Lucía (Atauri)

La fábrica fue adquirida por un grupo inversor creado en San Sebastián. Aparece por primera vez el 23 de mayo de 1892 la sociedad anónima de nombre Compañía de Asfaltos de Maestu. Esta sociedad, como sus predecesoras, va a proceder en años venideros al registro de nuevas minas en el entorno de Atauri (Mina Lucía, entre ellas). Se situó en Atauri junto a la carretera y utilizaba la energía motriz de la Sociedad Electro-Hidráulica Alavesa que desde Antoñana surtía a la finca. Con el cierre de la mina San Ildefonso en 1902, y la posibilidad de ubicarse junto al trazado del ferrocarril Vasco-Navarro, se planteó el traslado de la fábrica a su actual ubicación.
Hacia 1910 la Compañía Asfaltos de Maestu tenía quince concesiones de minas, llegando a exportar a Brasil. En 1920, los betunes naturales se hundieron debido al abaratamiento del producto operado desde las plantas petrolíferas, paralizándose en Maeztu los trabajos que, como los de la mina Carmen, se orientaban por su riqueza a la destilación mayoritariamente. En 1928 se benefició de la apertura del ferrocarril Anglo-Vasco en su tramo occidental, consiguiendo además la estación a escasos 100 metros. A pesar de todas estas mejoras, al principio de los años 30 se generó una profunda crisis, por lo cual estuvo paralizada durante años.
En la posguerra, la Compañía logró un fuerte relanzamiento. A finales de la década de los años 70 se volvió a cerrar y abrió de nuevo en 1981, cerrando definitivamente en los primeros años del siglo XXI.
Por su parte, la Sociedad de Asfaltos Naturales de Maestu-Leorza, registra su primera mina en 1895, a la que pronto se fueron añadiendo otras concesiones. En su momento de máxima expansión contaba con un total de trece concesiones de minas. A pesar de haber introducido a principios de los años 20 la alternativa eléctrica para el acondicionamiento de la maquinaria, la sociedad fue languideciendo y en la actualidad lleva clausurada casi un siglo.
La tercera de las empresas establecidas y atraídas por la riqueza en calizas bituminosas en el entorno de Maeztu, fue la Sociedad de Asfaltos Naturales de Maestu-Atauri. Se creó una moderna fábrica en Vitoria, pero el alejamiento de la materia prima (minas Álava, Mª Teresa y La Esperanza en Maeztu, Abundancia e Irene en Bernedo y otras dos más en Navarra) y las fluctuaciones del mercado la hacen quebrar tempranamente.
Finalmente, en los años 30 del siglo XX una última sociedad vino a completar el panorama productivo al crearse en Antoñana la Compañía Asfaltos Naturales de Campezo S.A.. Comenzó su actividad en 1940, desarrollando las más diversas técnicas y proyectos: desde el empleo del aglomerado en frío y de los tratamientos con riegos superficiales de carreteras y caminos, a la instalación de fábricas de emulsiones asfálticas, fabricación de aglomerado en caliente o la generación de nuevos productos aplicables a la construcción.

### El ferrocarril vasco-navarro

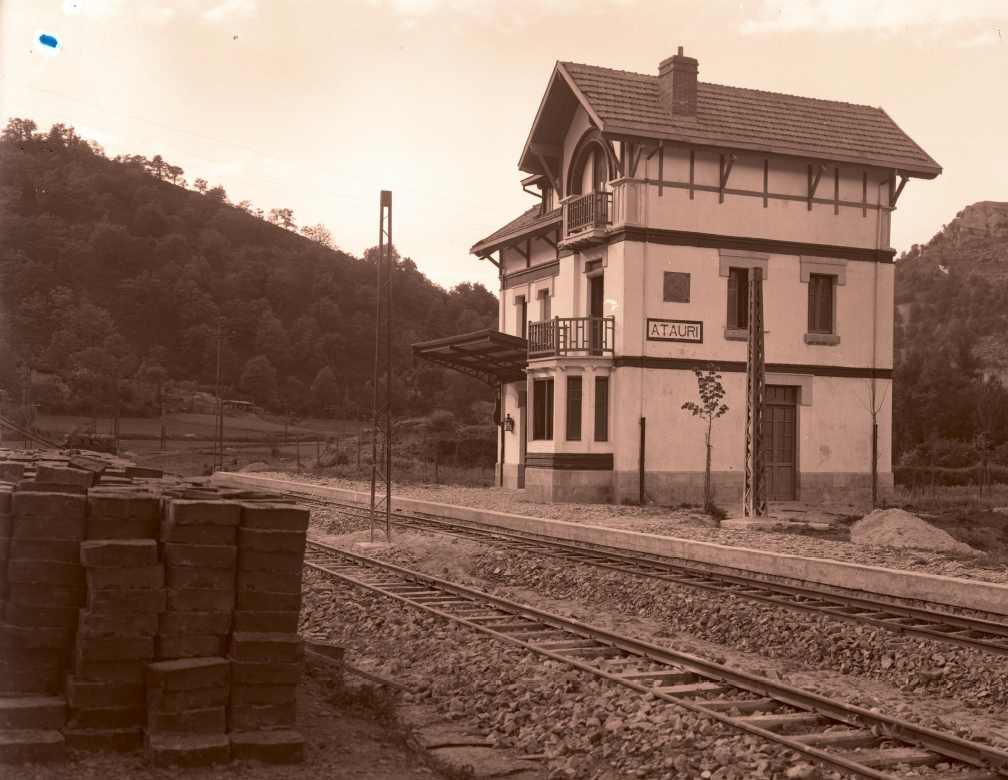
Panes de asfalto en la estación de Atauri - Fondo Archinet, FSS

La puesta en explotación, a partir del 23 de septiembre de 1927, de la línea Vitoria-Estella del Ferrocarril Vasco-Navarro que pasaba junto a las instalaciones de las minas y donde se edificó la estación de Atauri con su apartadero a las explotaciones, facilitó de forma importante la salida de los productos elaborados.
El ferrocarril fue fundamental para el desarrollo de la industria de los asfaltos en la zona de la Montaña Alavesa. La Compañía de Asfaltos de Maestu, al cerrar la explotación de su mina principal San Ildefonso junto a la que se ubicaba la primera fábrica de la compañía, decidió situar su nuevo emplazamiento en el barrio de Atauri, donde estaba prevista la construcción de la estación de Atauri.
La Compañía de Asfaltos Naturales de Campezo S.A., reactivó su actividad después de estar prácticamente inactiva debido a la crisis en el sector por la competencia de los derivados del petróleo gracias a su cercanía a la línea del ferrocarril y poseer su propia vía, lo que le permitió a la empresa continuar en su ubicación original y reactivar la producción con nuevas materias primas.
La Sociedad de Asfaltos Naturales de Maestu-Leorza obtuvo beneficio, aunque menor, de la llegada del ferrocarril, ya que tuvo que servirse de la estación de Maeztu distante 5 km.

## Puesta en valor de los paisajes mineros

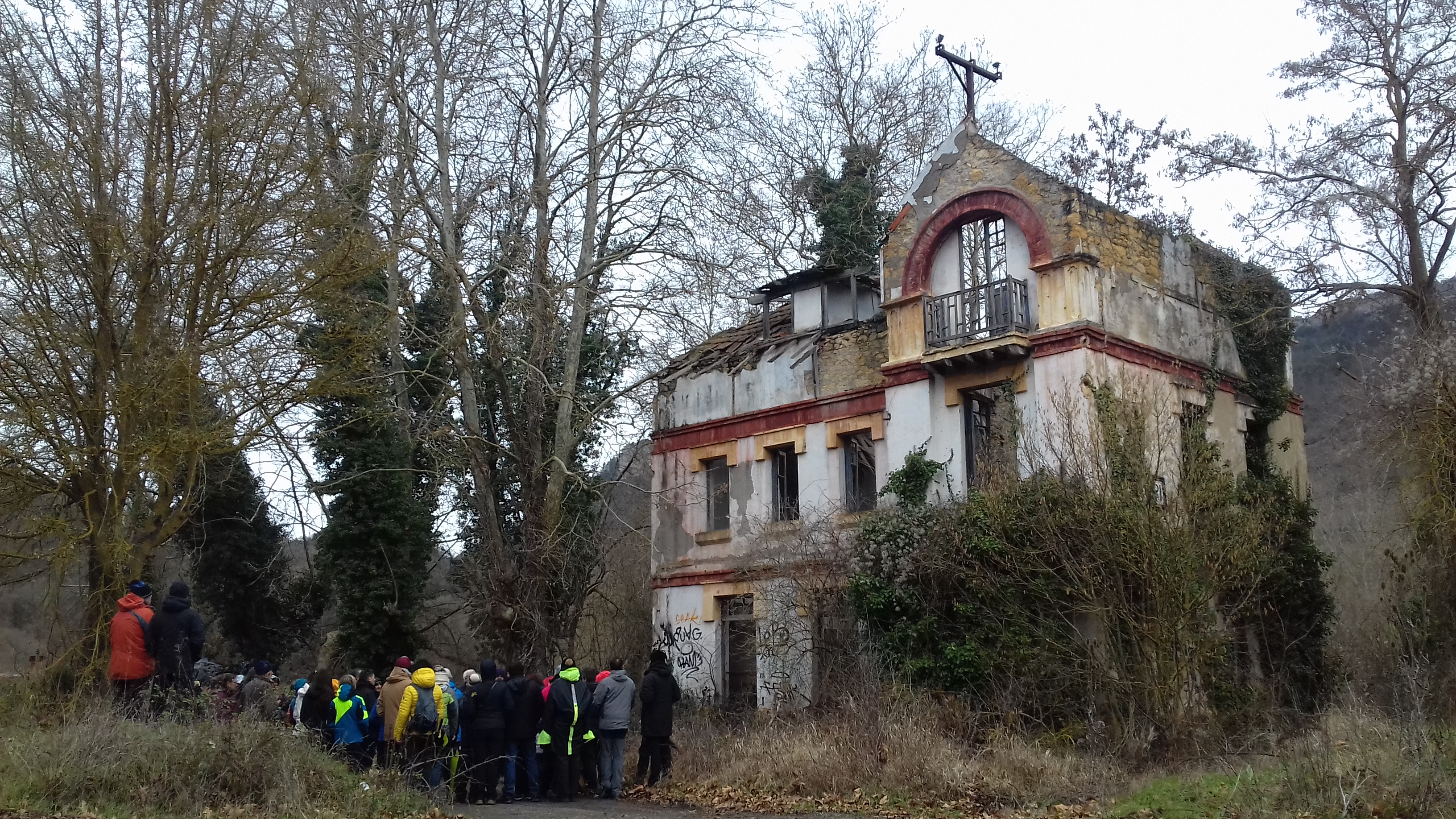
Estación de Atauri en enero de 2019, vía Natouring

Desde 2023, la recuperación de Mina Lucía en Atauri, ha permitido restaurar espacios degradados para su difusión didáctica, divulgativa, así como para fines de turismo industrial y recreativos.Está considerada como la única mina en Europa donde se puede ver emanar asfalto natural.
La rehabilitación de la estación del ferrocarril Vasco-Navarro situada de Atauri, acogerá un Centro de Interpretación de los Paisajes Mineros de Asfaltos Naturales de la Montaña Alavesa.